# 움베르토 디
《움베르토 디》(Umberto D.)는 1952년 개봉한 이탈리아의 네오레알리스모 영화이다. 비토리오 데 시카가 감독을, 체사레 차바티니가 각본을 맡았다.

## 출연

### 주연
- 카를로 바티스티
- 마리아-피아 카실리오
- 멤모 카로테누토